# Морумби
„Ещадио до Морумби“, или само „Морумби“, е стадион в Сао Пауло, Бразилия, който е сред най-големите футболни стадиони в света.
На него домакинските си мачове играят „Сао Пауло Футебол Клубе“. Стадионът е с капацитет 77 011 зрители.